# Emna Mansour Karoui
Emna Mansour Karoui (arabe : آمنة منصور القروي) est une femme politique tunisienne. Elle est connue pour avoir été la première candidate à l'élection présidentielle dans son pays.

## Biographie

### Formation
Née en Tunisie au sein d'une famille conservatrice, elle décide en 1982, après l'obtention de son baccalauréat, de poursuivre des études en économie et gestion à l'université de Strasbourg[Laquelle ?].
Elle obtient son diplôme en 1986 et décide de retourner dans son pays natal pour y obtenir un doctorat. Ses études sont toutefois interrompues en raison de contraintes familiales.

### Carrière professionnelle et politique
Elle s'engage dans la politique en devenant présidente du Mouvement démocratique pour la réforme et la construction.
En mai 2013, elle exprime son inquiétude par rapport à la situation sécuritaire du pays et appelle à la levée de l'état d'urgence, au déploiement des forces armées sur les frontières et à l'adoption de mesures pour équiper et protéger les forces de l'ordre. Dans le même temps, elle demande de publier les résultats des enquêtes relatives à l'assassinat de Chokri Belaïd.
Le 20 septembre 2014, elle dépose son dossier de candidature à l'élection présidentielle auprès de l'Instance supérieure indépendante pour les élections après avoir obtenu plus de 12 000 parrainages et ce malgré le fait que son parti soit considéré comme « assez peu connu et très peu actif ». Si sa candidature n'est pas retenue, elle reste la première Tunisienne à avoir postulé à la magistrature suprême. C'est Béji Caïd Essebsi qui remporte finalement le scrutin.
Le 1er juillet 2019, elle annonce quitter la direction de son parti, devenu entre temps Amal Tounes, et laisser sa place à Selma Elloumi. Elle dénonce alors « la dégénérescence morale de l'élite politique » et les fausses promesses concernant la défense des droits et libertés, indiquant ne pas vouloir faire partie du « système de corruption endémique » qu'elle appelle à éliminer. La succession est toutefois annulée le 20 juillet et Karoui reprend la tête de son parti.

### Vie privée
Emna Mansour Karoui est mariée et mère de trois enfants. Elle souligne l'importance de son frère tout au long de son parcours universitaire.